# Hipparchia symetrica
Hipparchia symetrica är en fjärilsart som beskrevs av Erfurth 1923. Hipparchia symetrica ingår i släktet Hipparchia och familjen praktfjärilar. Inga underarter finns listade i Catalogue of Life.